# Taller el Didal
El Taller el Didal és una obra de Sant Pere Pescador (Alt Empordà) inclosa a l'Inventari del Patrimoni Arquitectònic de Catalunya. Situada dins del nucli urbà de la població de Sant Pere Pescador, al sud de l'antic nucli medieval. Forma cantonada amb els carrers del Doctor Vidal Geli i del Príncep.

## Descripció
Edifici cantoner de planta rectangular, format per tres crugies perpendiculars a la façana, amb la coberta a dues vessants. Està distribuït en planta baixa i pis, amb un petit altell a la part posterior. La façana principal presenta tres obertures rectangulars a la planta baixa, i quatre finestres d'arc de mig punt, al centre de la primera planta, amb barana de ferro. La façana està rematada amb una cornisa decorada, coberta amb un voladís d'obra. A nivell decoratiu hi ha un escut metàl·lic i dues franges motllurades. De la façana lateral, destaquen les quatre finestres circulars del primer pis. El parament de la façana principal presenta un sòcol de pedra desbastada, amb la crugia central bastida amb maons i les laterals arrebossades i pintades de blanc. El sòcol de pedra es repeteix a la façana lateral.